# Parasulenus affinis
Parasulenus affinis là một loài bọ cánh cứng trong họ Cerambycidae.